# 統一碼定序演算法
統一碼定序演算法（英語：Unicode collation algorithm，縮寫：UCA）是統一碼技术报告 #10 中定义的一种算法，它是一种可自定义的方法。對任何以統一碼表示的字符串文本，不論是使用哪種文字和语言，都可為其生成二进制键。這些鍵可以逐字节且有效地比對，從而可以根據語言規則為他們定序或排序。這個過程中，還提供可以忽略大小写、重音等的选项。
統一碼技术报告 #10 还定義了默认統一碼定序元素表（英語：Default Unicode Collation Element Table，縮寫：DUCET)。此文件定義了預設的排列顺序。 DUCET 可针对不同语言进行定制。可以在通用當地數據儲存庫（英語：Common Locale Data Repository，縮寫：CLDR）中找到一些此类自定义。
國際統一碼部件（ICU）中包含了 UCA 的开源實作件。 ICU 支持裁剪，来自 CLDR 的整理裁剪包含在 ICU 中。剪裁效果和许多语言特定的剪裁效果显示在在线ICU 区域设置浏览器中。

## 目標問題
不同語言及文化，可能使用不同的排序方式，對相同的字符，德國人、法國人、瑞典人使用不同的方式排序。不同的應用，也可能使用不同的排序，譬如字典、電話簿和索引目錄。對於非字母文字，如東亞表意文字，排序也可能根據聲音或外形。此外，排序也可能根據習慣，如忽略標點符號、大寫在小寫前（或反過來）。
| 語言       | 瑞典       | z < ö   |
| 語言       | 德國       | ö < z   |
| 應用       | 德國字典   | of < öf |
| 應用       | 德國電話簿 | öf < of |
| 使用者習慣 | 大寫優先   | A < a   |
| 使用者習慣 | 小寫優先   | a < A   |

### 多層級比較
統一碼定序演算法歸納出了多層級的比較方式。
| 等級 | 描述         | 例子                  |
| ---- | ------------ | --------------------- |
| L1   | 基本         | role < roles < rule   |
| L2   | 重音符       | role < rôle < roles   |
| L3   | 大小寫或變體 | role < Role < rôle    |
| L4   | 標點符號     | role < “role” < Role  |
| Ln   |              | role < ro□le < “role” |

## 另見
- Collation
- ISO/IEC 14651
- 欧洲订购规则(EOR)
- 通用當地數據儲存庫(CLDR)

### 工具
- ICU Locale Explorer （页面存档备份，存于） [链接于 2021-10-10 断开] 使用國際統一碼部件在線展示統一碼定序演算法
- 截至 2021-10-10 仍在ICU 定序演示 （页面存档备份，存于）
- msort （页面存档备份，存于）一种排序程序，它在定义排序规则和提取键方面提供了不同寻常的灵活性。